# 鈴木醇
鈴木 醇（すずき じゅん、1896年10月1日 - 1970年3月12日）は、日本の地球科学者。専門は、鉱床学・岩石学。理学博士（東京大学・1930年）（学位論文「Petrological study of the crystalline schist system of Shikoku, Japan(四國に於ける結晶片岩系の岩石學的研究)」）。北海道帝国大学教授を歴任。栃木県宇都宮市生まれ。

## 経歴
1918年、第二高等学校を経て東京帝国大学理学部地質学科へ入学。1921年卒業後助手となり、加藤武夫教授の下で鉱床学の研究を始める。1924年第一高等学校教授となり、1928 - 30年、スイスのチューリヒ大学に留学する。帰国後、北海道帝国大学の理学部創設に当たり教授として赴任、地質学・鉱物学教室第1講座担任を1960年の停年退職まで勤める。1930年東京大学より理学博士の学位を取得、学位論文の題は「Petrological study of the crystalline schist system of Shikoku, Japan(四國に於ける結晶片岩系の岩石學的研究)」。1970年、死去。

## 業績
別子型銅鉱床の成因究明を志したが、母岩である結晶片岩の岩石学的研究が重要であることを痛感し、三波川帯を初めとする日本の結晶片岩類の研究に取り組み、多くの論文を発表。北海道では、神居古潭帯の蛇紋岩に付随する鉱床を研究し、「本邦超塩基性岩類に付随する諸鉱床の生成型式」により、1949年学士院賞を受賞。1957年日本学士院会員となる。
1982年に群馬県の茂倉沢マンガン鉱床から発見された新鉱物、鈴木石（Suzukiite, BaVSi2O7）は、彼の業績を顕彰して命名されたものである。